# Matwei Petrow
Matwei Petrow (kyrillisch Матвей Петров, albanisch auch Matvey Petrov; * 16. Juli 1990 in Selzo) ist ein russischer Turner, der für Albanien antritt.
Petrow wurde in der Kleinstadt Selzo 400 Kilometer südwestlich von Moskau geboren. Seine Familie zog aber schon bald nach Kaliningrad. Heute lebt und trainiert er in Prag.
Mindestens seit 2010, als Petrow an einem internationalen Turnier in Cottbus antrat und Bronze gewann, turnte er auf internationalem Niveau. Bald gehörte er zur Weltspitze in seiner Paradedisziplin, dem Pauschenpferd. Bei den Turn-Weltmeisterschaften 2013 vertrat er Russland im Finale am Pauschenpferd. Silber gewann er 2014 am Pferd beim Mikhail Voronin Cup.
Nachdem Petrow die Qualifikation für die Olympischen Spiele 2016 in Rio de Janeiro verpasst hatte, zog er nach Prag, um als Trainer zu arbeiten. In seiner Freizeit trainierte er jedoch weiter. Über den Leiter des Fitnessstudios, der Albaner war, kam er in Kontakt mit dem albanischen Verband. 2019 erhielt er die albanische Staatsbürgerschaft und startete fortan für das kleine Balkanland, in dem es keine modernen Trainingsmöglichkeiten für Geräteturner gibt.
2020 gewann er für Albanien die Goldmedaille am Pauschenpferd bei den Turn-Europameisterschaften im türkischen Mersin. Dies ist der bedeutendste Erfolg in der Geschichte des albanischen Geräteturnens. Bei den Olympischen Spielen 2020 im Sommer 2021 in Tokio verpasste er als Zehnter der Qualifikation knapp das Finale am Pauschenpferd.